# Settimana della moda di Londra
La settimana della moda di Londra è una settimana della moda che si tiene a Londra due volte l'anno. È considerata una delle più importanti settimane della moda, insieme a quella di New York, di Milano e di Parigi.

## Descrizione

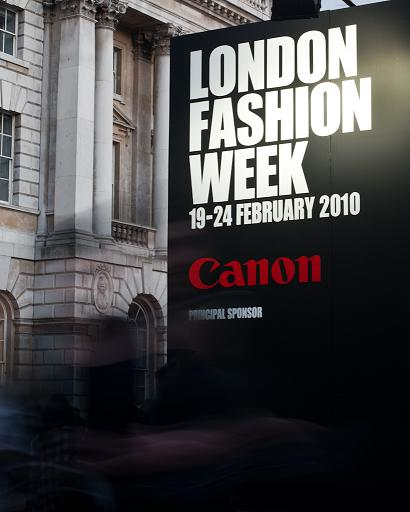
Cartellone della Settimana della moda di Londra esposto presso la Somerset House a Londra.

La settimana della moda di Londra si svolge due volte ogni anno, a febbraio ed a settembre. Organizzata dal British Fashion Council (BFC) insieme a London Development Agency e con l'aiuto del Department for Business, Innovation and Skills, l'evento si è svolto per la prima volta nel 1984 ed attualmente è considerata una delle "Big Four", cioè le quattro settimane più importanti, insieme a quella di New York, di Milano e di Parigi. Si presenta ai finanziatori come un evento commerciale che attira grande attenzione da parte della stampa e porta grandi vantaggi alla città. Si stima che annualmente la settimana della moda di Londra veda confluire oltre 5000 persone fra giornalisti e compratori e genere un giro di affari fra quaranta milioni di sterline. Un evento dedicato alla vendita al dettaglio, chiamato Weekend della moda di Londra, si svolge immediatamente dopo la settimana, negli stessi luoghi ed è dedicato al grande pubblico.
La prima settimana della moda londinese si tenne nel parcheggio al di fuori del Commonwealth Institute di Kensington  a ovest di Londra, . Attualmente il luogo in cui si svolgono la maggior parte degli eventi in programma è Somerset House nel centro di Londra, dove un grande tendone nel cortile centrale ospita una serie di sfilate di stilisti e case di moda, mentre in una mostra, allestita all'interno della stessa Somerset House, espone le opere di più di 150 designers. Tuttavia, molti altri eventi "fuori programma", come "On|Off" e "Vauxhall Fashion Scout", vengono organizzati da altri gruppi finanziati con fondi pubblici, e si svolgono in altre sedi nel centro di Londra.
Il British Fashion Council,  che mira a promuovere il design britannico nel Regno Unito e all’estero, ha anche introdotto un Designer of the Year Award nel 1984.
Nella primavera 2010, la settimana della moda di Londra è diventata il primo evento della moda mondiale ad abbracciare completamente l'utilizzo dei mass media digitali, offrendo a tutti gli stilisti che mostravano le proprie collezioni sulle passerelle di Somerset House la possibilità di trasmettere le proprie sfilate in diretta su internet.

## Controversie
La "Model Health Enquiry" ("Indagine sulla salute delle modelle") è stata sostenuta da alcuni membri dell'assemblea di Londra e dalla minaccia del sindaco di ritirare i finanziamenti, raccomandando delle visite mediche per le modelle.